# Estação Cavalcanti
Cavalcanti é uma estação de trem do Rio de Janeiro. É uma das estações do ramal de Belford Roxo, que liga a Central do Brasil ao município da Baixada Fluminense, e é operado pela SuperVia.

## História
A estação de Cavalcanti foi inaugurada em 15 de fevereiro de 1908.  Seu nome era uma homenagem a Mathias Cavalcante de Albuquerque, encarregado do gráfico da Central, e cujo apelido era Gungunhana. Na década de 1970, a Rede Ferroviária Federal assume a operação da linha e inicia um plano emergencial de reforma dos subúrbios. A estação de Cavalcanti é reconstruída e entregue em meados de 1979.
Desde 1998 é parte da concessão da empresa SuperVia.